# 인 (성씨)
인(印)씨는 중국과 한국의 성씨이다. 2015년 대한민국 통계청 인구 조사에서 22,363명으로 조사되어 한국의 성씨 인구 86위이다.

## 기원
『좌씨전(左氏傳)』과 『계고집성(稽古集成)』에 중국 정(鄭)나라 목공(穆公/繆公)의 증손 가운데 인단(印段)이 조부의 이름인 ‘자인(子印)’의 인(印) 자를 따서 성씨로 삼았다고 전해진다.

## 교동 인씨
교동 인씨(喬桐 印氏) 시조 인서(印瑞)는 진(晉)나라 풍익대부(馮翊大夫)로서 300년(기림이사금 3년) 신라에 사신으로 왔다가 정착하였다. 33세손인 인빈(印份)이 고려 인종 때 한림학사(翰林學士)를 지내고, 교수부원군(喬樹府院君)에 봉해졌다. 39세손 인공수(印公秀)가 대장군과 필도치(必者赤)를 역임하고, 41세손 인당(印璫)이  1356년(공민왕 5년) 참지정사(參知政事)에 이르렀다. 인당의 아들인 인해(印海)는 1377년(우왕 3) 양광도 부원수(副元帥)가 되었다. 2015년 인구는 20,737명이다.

## 연안 인씨
연안 인씨(延安 印氏) 시조 인후(印侯)는 몽골 사람으로 1275년(고려 충렬왕 1년)에 충렬왕비 제국대장공주(齊國大長公主)를 따라 고려에 와서 귀화하였다. 본명은 훌라타이(忽刺歹)였으나, 당시의 고려 대장군 인공수(印公秀)와 친하여 그의 성을 빌려 썼다. 인후는 판밀직지도첨의찬성사(判密直知都僉議贊成事) 등을 거쳐 자의도첨의사사(咨議都僉議司事) 평양군(平壤君)에 임명되었고, 충선왕이 복위한 뒤 첨의밀직(僉議密直)에 임명되었다가 검교정승(檢校政丞)이 더해졌으며, 충근보우공신(忠勤輔佑功臣)의 호를 받았다. 인후의 아들 인승광(印承光)은 1290년(고려 충렬왕 16년) 문과에 급제하여 호군(護軍)을 역임하였고, 인승광의 서제(庶弟)인 인승단(印承旦)은 음보로 1345년(충목왕 1)에 좌정승이 되었고, 1352년(공민왕 1) 연안부원군(延安府院君)에 봉해졌다.  2015년 인구는 164명이다.

## 인물
- 인공수(印公秀) : 고려 대장군
- 인후(印侯) : 고려 때 몽골에서 귀화한 장군
- 인승단(印承旦, ? ~ 1356년) : 고려 좌정승, 연안부원군(延安府院君)
- 인당(印璫, ? ~ 1356년) : 고려 첨의평리(僉議評理), 서북면병마사(西北面兵馬使), 참지정사(參知政事)
- 인해(印海) : 고려 후기 무신.
- 인원보(印原寶, ? ~ 1388년) : 고려 말 보문각학사(寶文閣學士), 판밀직사사(判密直司事)
- 인태식(印泰植, 1902년 ∼ 1975년) : 대한민국 제6대 국회의원
- 인교진(印喬鎭, 1980년 ~ ) : 배우